# Gottfried Grünewald
Gottfried Grünewald (getauft 15. Oktober 1673 in Seifhennersdorf; † 19. Dezember oder 20. Dezember 1739 in Darmstadt) war ein deutscher Opernsänger (Bass), Cembalist und Komponist.

## Leben
Über seine Jugend und Ausbildung ist nichts bekannt. Ab 1703 war er Sänger (Bassist) und Komponist an der Oper am Gänsemarkt in Hamburg, sang aber noch Michaelis 1704 bei der Uraufführung seiner Oper Germanicus in Leipzig die Basstitelrolle.
Ab Anfang 1709 wirkte er als Vizekapellmeister am Hof Johann Georgs von Sachsen-Weißenfels, wo er die Tochter Johann Philipp Kriegers heiratete. Ab 1711 war er als Vizekapellmeister am Hof in Darmstadt als Vertreter Christoph Graupners tätig. Um 1717 sind einige Reisen als Pantaleon-Virtuose dokumentiert. Seine Tätigkeit am Hof übte er bis zu seinem Ableben aus.
Von seinen Werken sind nur sieben Partiten für Cembalo erhalten, die im für die Zeit üblichen Stil verfasst sind. Alles andere ist verloren, möglicherweise auf Anordnung des Komponisten, der insoweit Graupner folgend, die Vernichtung seiner Werke nach seinem Ableben angeordnet haben könnte.